# Антропонимия
Антропонимия или антропономастика (от гръцки: anthropos – човек и ōnoma – име), както и антропонимика (на руски: антропонимика), е дял на ономастиката, който се занимава с личните, бащините, майчините, фамилните и родовите имена на хората, с техните псевдоними и прякори, както и с имената и прозвищата на литературните герои.
Когато изучава имената на хората, задача на антропонимиката е да изясни разпространението на дадени етнически групи на определена територия през отделните исторически периоди.
Предмет на антропонимиката са и лично избраните от писателите и други творци псевдоними, изразяващи:
- произхода и житейската им съдба – Максим Горки;
- техния мироглед и стремежи в живота и в творчеството – Илия Волен, Добри Немиров;
- връзката им с родните места – Христо Смирненски, Константин Костенечки, Цанко Церковски;
- връзката им с природата, разкриваща поетична душевност – Елин Пелин, Николай Ракитин, Калина Малина, Пейо Яворов, Николай Лилиев, Ран Босилек;
- цветове-символи, например червеният цвят, символ на неспокоен и революционен дух – Елисавета Багряна, Емил Коралов, Иван Руж.

Освен с имената и псевдонимите на реални личности, антропонимиката се занимава и с избраните от писателите имена на литературните им герои като свидетелства на въплътените в тях психологически характеристики. Връзката между името на литературен герой и неговия характер е двупосочна. От една страна писателите се стремят да задават на героите си образно-осмислени имена, каквито са например имената на Бойчо Огнянов и Рачко Пръдлето от „Под игото“ на Иван Вазов или Душко Добродушков на Елин Пелин. От друга страна антропонимиката изучава и онези примери в литературата, когато под силното влияние на убедително обрисувания персонаж името или прозвището му (макар и собствено по форма) се превръща в нарицателно за дадена черта от характера. Така например Плюшкин е синоним на скъперник, Тартюф – на двуличник, Яго – на ревнивец.